# Шетенево
Шетенево — деревня в Междуреченском районе Вологодской области на реке Белый Шингарь.
Входит в состав Ботановского сельского поселения, с точки зрения административно-территориального деления — в Ботановский сельсовет.
Расстояние по автодороге до районного центра Шуйского — 36 км, до центра муниципального образования Игумницева — 4,5 км. Ближайшие населённые пункты — Протасово, Гузарево, Феднево.
По переписи 2002 года население — 8 человек.